# Stazione di Pavia Porta Garibaldi
Stazione di Pavia Porta Garibaldi vasútállomás Olaszországban, Lombardia régióban, Pavia településen.

## Vasútvonalak
Az állomást az alábbi vasútvonalak érintik:
- Pavia–Mantua-vasútvonal

## Kapcsolódó állomások
A vasútállomáshoz az alábbi állomások vannak a legközelebb:
- Stazione di Motta San Damiano
- Stazione di Pavia